# Giovanni Gallavotti
Giovanni Gallavotti (Napoli, 29 dicembre 1941) è un fisico e matematico italiano.

## Biografia
Laureatosi con lode in Fisica all'Università di Roma nel 1963 con Bruno Touschek e perfezionatosi con lode in Fisica all'Università di Firenze nel 1965 con Raoul Gatto, iniziò l'attività di ricerca in fisica matematica con David Ruelle e Salvador Miracle-Solé all'Institut des Hautes Études Scientifiques, Bures-sur-Yvette, dal 1966 al 1968, quindi negli USA presso la Rockefeller University di New York, dal 1968 al 1970.
Nel 1965-66 è professore incaricato presso le facoltà di Ingegneria e di Scienze dell'Università di Firenze, tenendo gli incarichi di insegnamento in Fisica dei Neutroni e Fisica Generale. Nel 1969 è libero docente in Istituzioni di Fisica Teorica, indi assistente ordinario di Analisi Matematica all'Istituto di Matematica dell'Università di Roma dal 1970 al 1972, istituto in cui tenne pure, per incarico, l'insegnamento di Istituzioni di Analisi Superiore. Nel 1972 è secondo nella terna vincitrice del concorso a cattedra per Meccanica Razionale, conseguendo l'ordinariato.
Professore straordinario di Metodi Matematici della Fisica presso l'Istituto di Fisica Teorica dell'Università di Napoli dal 1972 al 1975, è stato anche professore visitatore presso il Dipartimento di Fisica dell'Università di Nimega in Olanda, presso il Dipartimento di Matematica della Rutgers University - dove oggi, dopo il collocamento fuori ruolo, è ritornato ad insegnare e continuare la sua ricerca - e presso il Dipartimento di Matematica dell'Università di Princeton. Nel 1980 gli viene assegnata la cattedra di Istituzioni di Fisica Matematica presso l'Istituto di Matematica dell'Università degli Studi di Roma La Sapienza; quindi, nel 1983, quella di Meccanica Razionale presso l'Università degli Studi di Roma Tor Vergata. Nel 1988 ha la cattedra di Meccanica dei Fluidi, indi di Meccanica Superiore nel 1994, presso il Dipartimento di Fisica de La Sapienza; in quiescenza dal 2013.
Più volte gli è stata offerta una cattedra da parte di università straniere (fra cui, l'ETH di Zurigo).
Le sue ricerche ed i suoi molti risultati hanno riguardato pressoché tutti i settori della fisica matematica: la teoria dei sistemi dinamici, la teoria ergodica, la fluidodinamica, la teoria quantistica dei campi, la fisica computazionale e, soprattutto, la meccanica statistica. Ha dato molteplici e notevoli contributi, frutto dell'applicazione di metodi e concetti della teoria delle probabilità, della geometria e dell'analisi funzionale alla fisica matematica.
Membro dell'Istituto Nazionale di Fisica Nucleare (INFN), del Centro Interdisciplinare Linceo "Beniamino Segre" di Roma, più volte invitato dall'Institute for Advanced Study (IAS) di Princeton, ha fatto parte del comitato organizzatore e scientifico di molti congressi nazionali ed internazionali e di varie scuole di formazione superiore e perfezionamento; ha tenuto parecchie conferenze e relazioni plenarie in Italia e all'estero; membro del comitato scientifico di prestigiose istituzioni accademiche e di quello di redazione delle principali riviste internazionali di fisica matematica e meccanica superiore e di rinomate case editrici.
Nominato professore emerito (2015) dell'Università di Roma La Sapienza, è uno dei maggiori esperti internazionali di fisica matematica.
È membro dell'Accademia Nazionale dei Lincei (come socio corrispondente dal 1994 e come socio nazionale dal 2011) dal 1994, dell'Accademia Europea dal 2008, dell'Istituto Nazionale Studi Romani dal 2004 e di numerosi altri consigli direttivi italiani ed internazionali. È stato presidente dell'International Association of Mathematical Physics nel biennio 2006/08.
Figlio del noto filologo Carlo Gallavotti, è sposato con Daniela Cavallero, storica dell'arte, docente presso l'Università della Tuscia di Viterbo. È il padre della biologa e giornalista scientifica Barbara Gallavotti.

## Riconoscimenti
Vincitore di molti premi ed onorificenze tra i quali:
- Nel 1997 ha ricevuto il "Premio Nazionale Presidente della Repubblica" per la Classe di Scienze Naturali dell'Accademia Nazionale dei Lincei.
- Nel 2007 ha ricevuto la Medaglia Boltzmann, il più alto riconoscimento internazionale per contributi scientifici alla meccanica statistica, con la motivazione “For his fundamental contributions to our precise understanding of equilibrium and non-equilibrium statistical physics, including the development of a constructive renormalization group for phase transitions, dynamical systems and quantum liquids”.
- Nel 2018 ha ricevuto il Premio Henri Poincaré, il maggior riconoscimento internazionale per la fisica matematica, istituito nel 1997 e assegnato ogni 3 anni.[8][9][10]

## Opere
Oltre ai tanti articoli scientifici, Gallavotti è autore di diversi importanti ed originali monografie e testi universitari, tra i quali:
- Meccanica Elementare, Editore Paolo Boringhieri, Torino, 1980 (II edizione, 1986) - (tradotto in inglese da Springer-Verlag. Per la II edizione inglese, cfr. la sua pagina personale).
- Aspetti della teoria ergodica qualitativa e statistica del moto, Quaderno U.M.I., N. 21, Pitagora Editrice, Bologna, 1982 (parzialmente tradotto in inglese da Springer-Verlag).
- Renormalization Group, Princeton University Press, Princeton, 1995 (with G. Benfatto).
- Trattatello di Meccanica Statistica, Quaderni del CNR, Gruppo Nazionale di Fisica Matematica - GNFM-CNR, Vol. 50, Firenze, 1995.
- Ipotesi per una introduzione alla Meccanica dei Fluidi, Quaderni del CNR-GNFM, Vol. 52, Firenze, 1997.
- Statistical Mechanics. A Short Treatise, Springer-Verlag, Berlin, 1999.
- Foundations of Fluid Mechanics, Springer-Verlag, Berlin, 2002 (2nd Edition, 2005).
- The Fermi-Pasta-Ulam Problem. A Status Report, Springer-Verlag, Berlin, 2008.
- The Boltzmann's Legacy, European Mathematical Society Press, Berlin, 2008.
- Nonequilibrium and Irreversibility, Springer-Verlag, Berlin, 2014.